# Svenska inomhusmästerskapen i friidrott 2023
Svenska inomhusmästerskapen i friidrott 2023 var uppdelat i  
- Inne-SM Mångkamp  den 4 till 5 februari i Telekonsult Arena i Växjö, arrangörsklubb IFK Växjö
- Stora Inne-SM den 17 till 19 februari i Atleticum i Malmö, arrangörsklubb Malmö AI[1]

Tävlingen var det 58:e svenska inomhusmästerskapet.

## Medaljörer

### Herrar
| Gren          | Guld                           | Guld             | Silver                         | Silver           | Brons                                                                          | Brons            |
| 60 meter      | Henrik Larsson IF Göta         | 6,67             | Emmanuel Dawlson Malmö AI      | 6,78 0SB0        | Viktor Thor Strands IF                                                         | 6,82             |
| 200 meter     | Kasper Kadestål Malmö AI       | 21,28 0SB0       | Emil Johansson Turebergs FK    | 21,36 0PB0       | Desmond Rogo Upsala IF                                                         | 21,85            |
| 400 meter     | Carl Bengtström Örgryte IS     | 46,26 0MR0       | Emil Johansson Turebergs FK    | 47,51            | Kasper Kadestål Malmö AI                                                       | 47,56            |
| 800 meter     | Andreas Kramer Ullevi FK       | 1.46,75 0MR0     | Habtom Asgede Turebergs FK     | 1.49,20 0PB0     | Erik Martinsson Upsala IF                                                      | 1.50,89 0SB0     |
| 1 500 meter   | Emil Danielsson Spårvägens FK  | 3.40,94 0PB0     | Jonathan Grahn Mölndals AIK    | 3.44,39          | Abdelfath Yassin Spårvägens FK                                                 | 3.44,62 0PB0     |
| 3 000 meter   | Vidar Johansson Ullevi FK      | 8.29,79 0SB0     | Jonatan Gustafsson KFUM Örebro | 8.30,38          | Jonathan Grahn Mölndals AIK                                                    | 8.30,47          |
| 60 meter häck | Max Hrelja Malmö AI            | 7,70 0PB0        | Anton Levin Malmö AI           | 7,80 0SB0        | Fredrick Ekholm IFK Lidingö                                                    | 8,01 0SB0        |
| Höjdhopp      | Melwin Lycke Holm Kils AIK     | 2,11             | Fabian Delryd Täby IS          | 2,08             | Vincent Arousell Hässelby SKOskar Lundqvist Upsala IFElliot Duvert Hässelby SK | 2,00             |
| Stavhopp      | William Asker Örgryte IS       | 5,25 0PB0        | Robin Jacobsson Ullevi FK      | 5,20 0SB0        | Marcus Nilsson Högby IF                                                        | 5,15 0PB0        |
| Längdhopp     | Thobias Montler Ullevi FK      | 7,87             | Jesper Hellström Hässelby SK   | 7,42             | Caleb Conable Malmö AI                                                         | 7,30 0SB0        |
| Tresteg       | Jesper Hellström Hässelby SK   | 15,99 0SB0       | Lukas Edqvist Örgryte IS       | 15,29            | Erik Ehrlin Hammarby IF                                                        | 15,10            |
| Kula          | Wictor Petersson Malmö AI      | 20,03            | Gabriel Heen Hässelby SK       | 17,96 0SB0       | Leo Zikovic Örgryte IS                                                         | 17,29 0PB0       |
| Viktkastning  | Ragnar Carlsson Hässelby SK    | 22,21            | Karl Ludvik Turebergs FK       | 19,66 0PB0       | Leo Bystedt Västerås FK                                                        | 18,70 0PB0       |
| Sjukamp       | Fredrik Samuelsson Hässelby SK | 5 836 poäng 0SB0 | Elliot Duvert Hässelby SK      | 5 532 poäng 0PB0 | Vincent Arousell Hässelby SK                                                   | 5 275 poäng 0PB0 |

### Damer
| Gren          | Guld                              | Guld             | Silver                         | Silver           | Brons                                           | Brons            |
| 60 meter      | Julia Henriksson Malmö AI         | 7,33             | Elvira Tanderud Ullevi FK      | 7,48             | Filippa Sivnert Malmö AI                        | 7,51             |
| 200 meter     | Julia Henriksson Malmö AI         | 23,50            | Nora Lindahl Hässelby SK       | 23,84 0PB0       | Lisa Lilja Ullevi FK                            | 24,12            |
| 400 meter     | Moa Granat Vallentuna FK          | 54,37            | Klara Helander Upsala IF       | 54,80 0PB0       | Josephine Risberg Thoor Malmö AI                | 55,80            |
| 800 meter     | Wilma Nielsen Örgryte IS          | 2.05,24          | Hanna Hermansson Turebergs FK  | 2.05,32 0SB0     | Saga Provci IFK Göteborg                        | 2.09,45 0PB0     |
| 1 500 meter   | Hanna Hermansson Turebergs FK     | 4.14,73          | Olivia Weslien IF Göta         | 4.23,71          | Anna Silvander Hässelby SK                      | 4.27,08          |
| 3 000 meter   | Sara Christiansson Sävedalens AIK | 9.21,06          | Elin Brink Mölndals AIK        | 9.35,05          | Johanna Larsson Örgryte IS                      | 9.41,98 0SB0     |
| 60 meter häck | Hanna Palmqvist Mölndals AIK      | 8,20 0=PB0       | Julia Wennersten IK Ymer       | 8,25             | Lovisa Karlsson Högby IF                        | 8,36 0SB0        |
| Höjdhopp      | Louise Ekman Gefle IF             | 1,81             | Bianca Salming Turebergs FK    | 1,79             | Ellen Ekholm Ullevi FK                          | 1,79             |
| Stavhopp      | Michaela Meijer Örgryte IS        | 4,18             | Kajsa Roth IFK Göteborg        | 4,03 0PB0        | Johanna Hellman IFK LidingöSara Winberg Täby IS | 4,03             |
| Längdhopp     | Khaddi Sagnia Ullevi FK           | 6,39             | Tilde Johansson Falkenbergs IK | 6,27             | Kaiza Karlén IF Göta                            | 6,24 0SB0        |
| Tresteg       | Rebecka Abrahamsson Örgryte IS    | 13,33            | Maja Åskag Råby-Rekarne FIF    | 13,27            | Emelie Nyman Wänseth Östersunds GIF             | 13,05 0SB0       |
| Kula          | Sara Lennman Spårvägens FK        | 17,92            | Fanny Roos Malmö AI            | 17,38            | Vanessa Kamga Hässelby SK                       | 15,40            |
| Viktkastning  | Grete Ahlberg Hammarby IF         | 21,41            | Sara Forssell IF Göta          | 20,20            | Linnéa Jönsson Upsala IF                        | 19,27            |
| Femkamp       | Bianca Salming Turebergs FK       | 4 367 poäng 0SB0 | Lovisa Karlsson Högby IF       | 4 212 poäng 0SB0 | Emelie Nyman Wänseth Östersunds GIF             | 3 927 poäng 0PB0 |